# Majdan Mały
Majdan Mały (prononciation [ˈmai̯dan ˈmawɨ]) est un village de la gmina de Krasnobród, du powiat de Zamość, dans la voïvodie de Lublin, situé dans l'est de la Pologne.
Il se situe à environ 9 kilomètres à l'est de Krasnobród (siège de la gmina), 21 kilomètres au sud de Zamość (siège du powiat) et 95 kilomètres au nord-est de Lublin (capitale de la voïvodie).

## Administration
De 1975 à 1998, le village était attaché administrativement à l'ancienne voïvodie de Zamość.

Depuis 1999, il fait partie de la nouvelle voïvodie de Lublin.